# Jikkyou Powerful Pro Yakyuu Portable 4
Jikkyō Powerful Pro Yakyū Portable 4 (実況パワフルプロ野球ポータブル4?) es un videojuego de béisbol para PlayStation Portable, fue desarrollado y publicado por Konami Digital Entertainment en 17 de noviembre de 2009, exclusivamente en Japón. Es parte de la serie Jikkyō Powerful Pro Yakyū, y fue el cuarto juego para el Portátil de Sony.
- Datos: Q11452795